# 頰鬚擬銼鱗鯰
頰鬚擬銼鱗鯰，為輻鰭魚綱鯰形目甲鯰科的其中一種，為熱帶淡水魚，分布於南美洲亞馬遜河上游流域，體長可達35.6公分，棲息在溪流的底層水域，生活習性不明。